# HD128963
HD128963 — хімічно пекулярна зоря спектрального класу B9, що має видиму зоряну величину в смузі V приблизно  8,8.
Вона  розташована на відстані близько 832,0 світлових років від Сонця.